# Fujishima Takeji
Fujishima Takeji (藤島 武二?  15 de octubre de 1867 – 19 de marzo de 1943) fue un pintor japonés, conocido por su trabajo en el desarrollo del romanticismo y el impresionismo dentro del movimiento artístico yōga (estilo occidental) en la pintura japonesa de finales del siglo XIX y principios del XX. En sus últimos años fue influenciado por el movimiento Art nouveau.

## Biografía
Fujishima nació en una familia de ex samuráis en Kagoshima, Dominio de Satsuma en el sur de Kyūshū, Japón, donde su padre había sido un sirviente del daimyō del clan Shimazu. Después de estudiar arte en la escuela secundaria de Kagoshima, dejó su hogar en 1884 para continuar sus estudios en Tokio, primero con Kawabata Gyokusho, un artista nihonga de la escuela Shijō. Sin embargo, Fujishima se sintió atraído por las nuevas técnicas de pintura al óleo de estilo occidental y cambió a la pintura de estilo yōga, que aprendió con Yamamoto Hōsui y Soyama Yukihiro. Su obra de graduación, “Crueldad”, se exhibió en la 3ª Exposición de la Asociación de Arte Meiji en 1891, donde fue vista por el destacado novelista y crítico de arte Mori Ōgai. 
Fujishima se mudó a Tsu en la prefectura de Mie en 1893, donde fue profesor asistente en la escuela primaria de la prefectura de Mie, pero pronto regresó a Tokio en 1896 bajo el patrocinio de Kuroda Seiki para convertirse en profesor asistente de pintura occidental en el departamento de la Escuela de Arte de Tokio. También se unió al círculo de arte de Kuroda, la Hakubakai (Sociedad del Caballo Blanco). 
Viajó a Francia en 1905 para estudiar las técnicas de pintura histórica con Fernand Cormon en la Escuela de Bellas Artes de París, y el retrato pictórico con Carolus-Duran en la Academia Francesa en Roma en Italia. Regresó a Japón en 1910 y se convirtió en profesor en la Escuela de Arte de Tokio y miembro de la Academia de Arte Imperial. En 1937, fue uno de los primeros destinatarios de la recién creada Orden de la Cultura del gobierno japonés. 
Fujishima murió en 1943. Su tumba está en el cementerio de Aoyama, en Tokio.

## Obras destacadas
- Mariposas (蝶 Chō?), 1904, colección privada, bien cultural importante de Japón.
- Abanico negro (黒扇 Kuro ogi?), 1909, Museo de Arte Bridgestone.[1]
- Reminiscencia de la era Tempyo (天平の面影?), 1902, Museo de Arte de Ishibashi, bien cultural importante de Japón.
- Amanecer sobre el Mar del Este, 1932.

## Galería

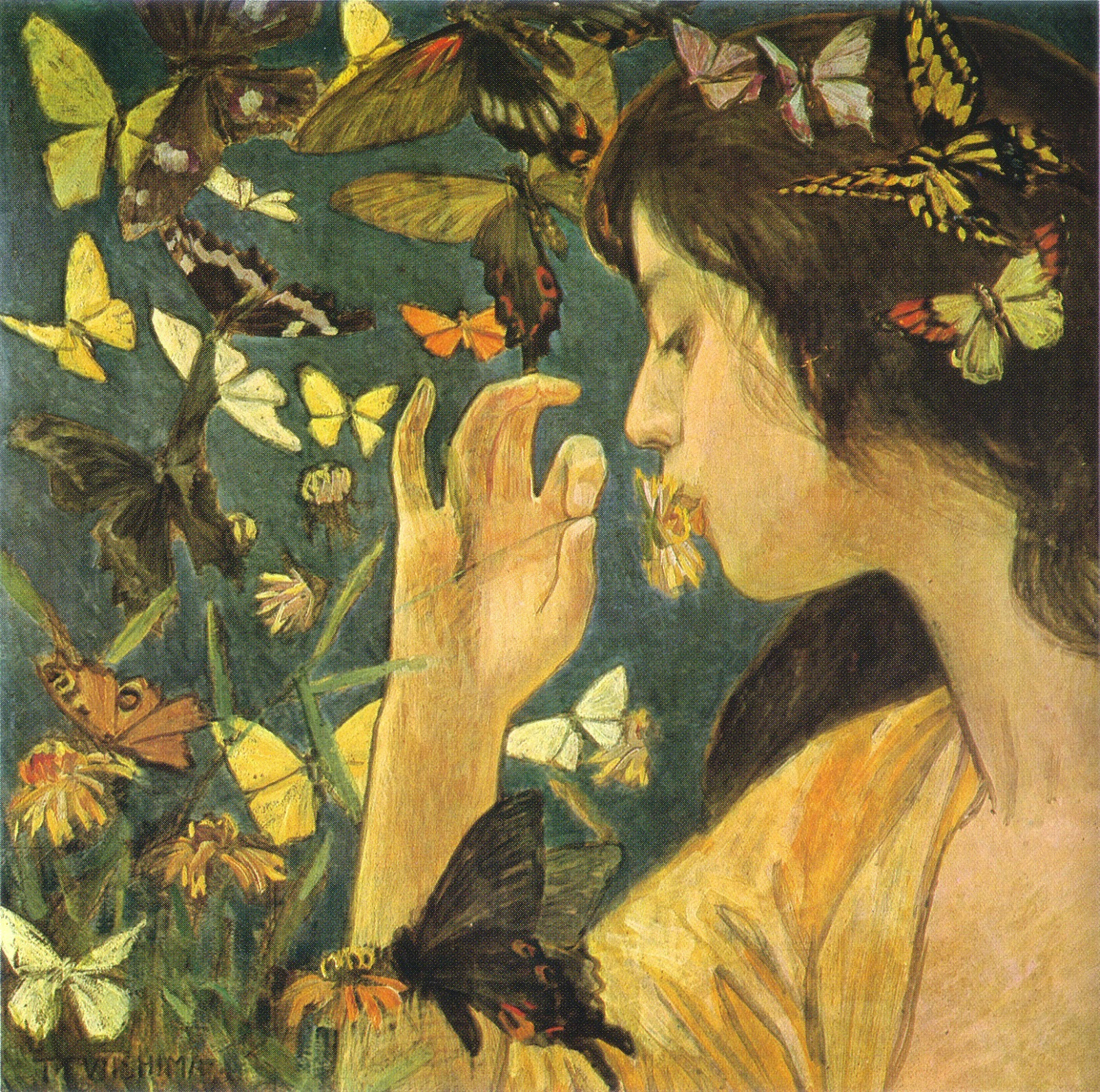
Chō, 1904.
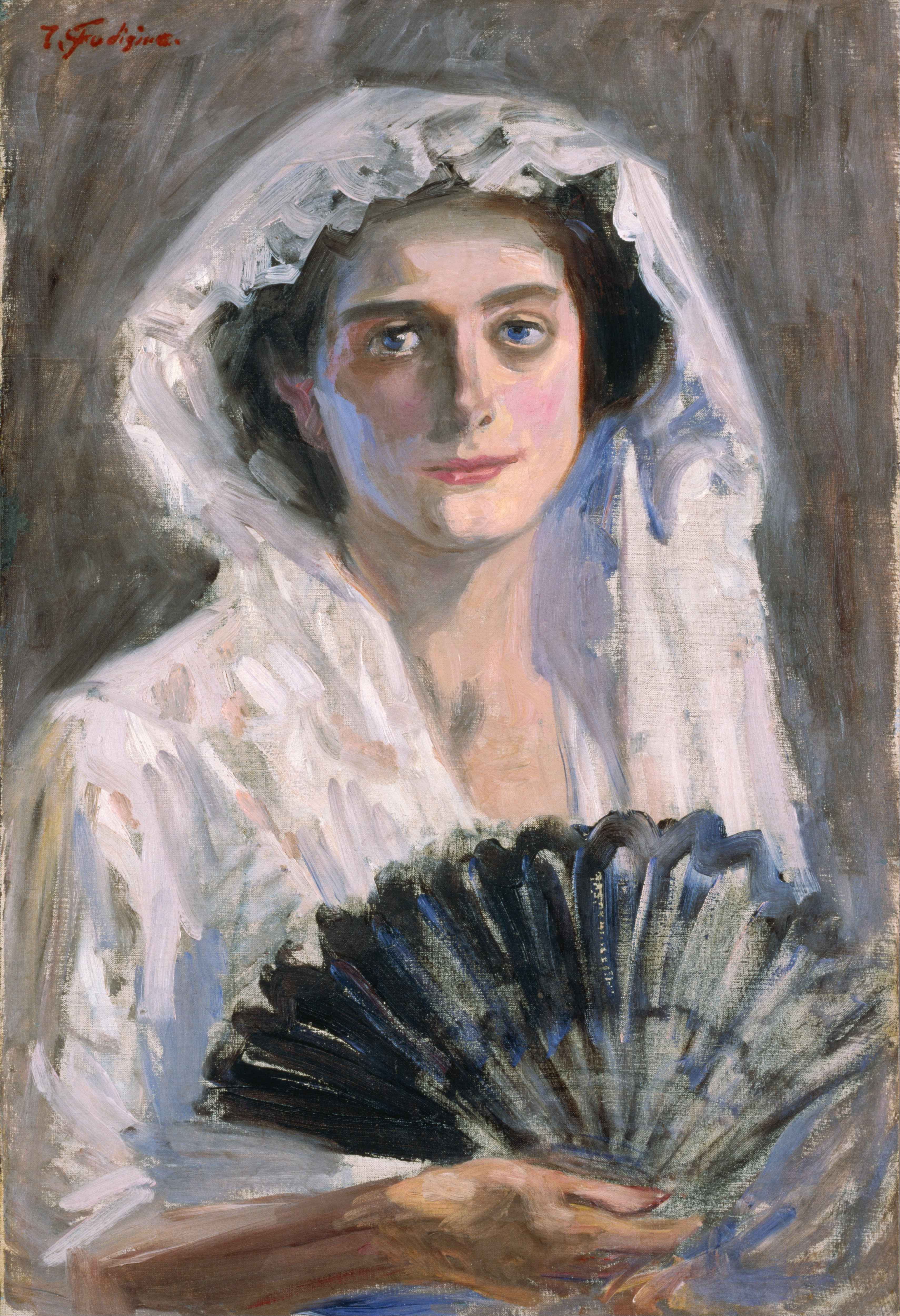
Kuro ogi, 1909.
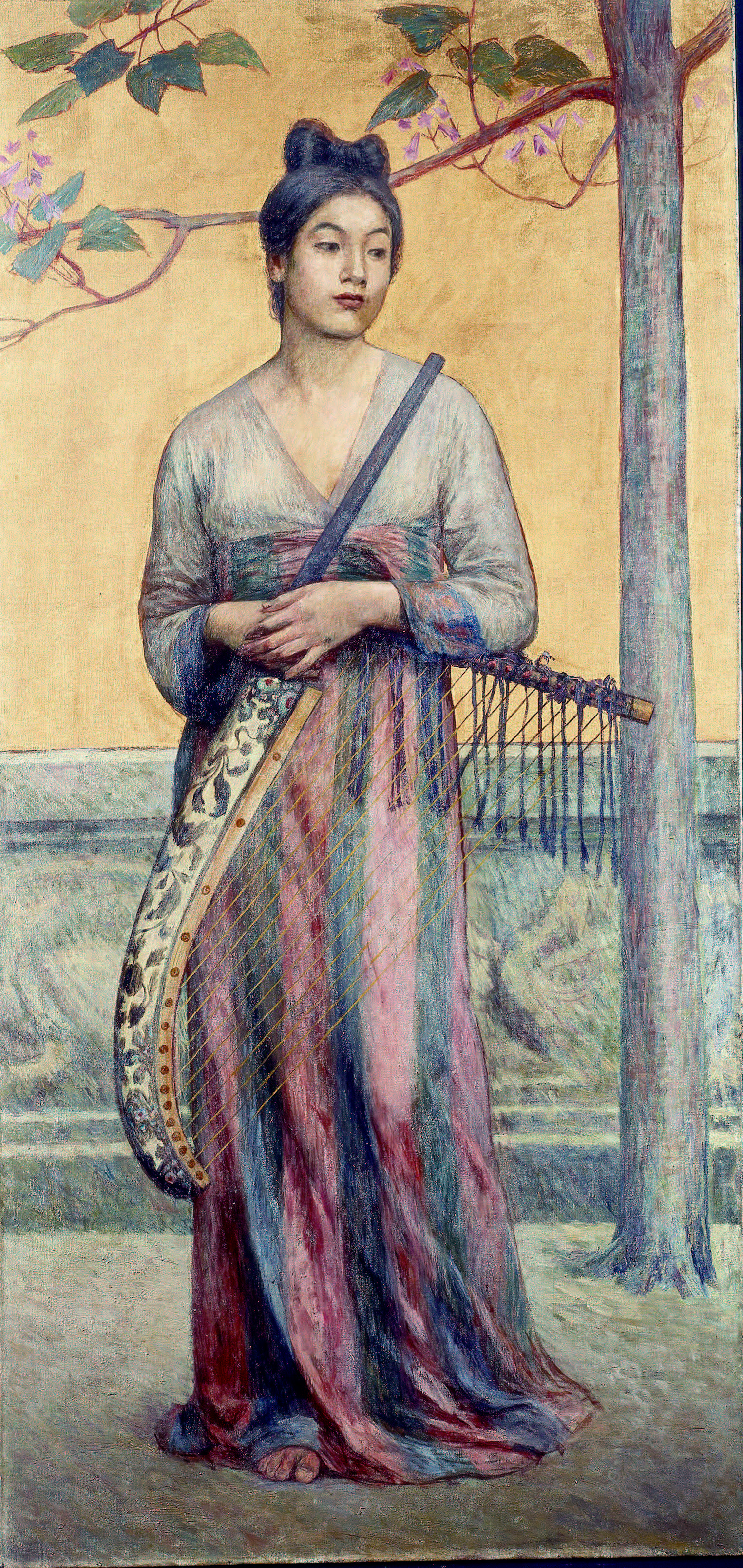
Reminiscencia de la era Tempyo, 1902.
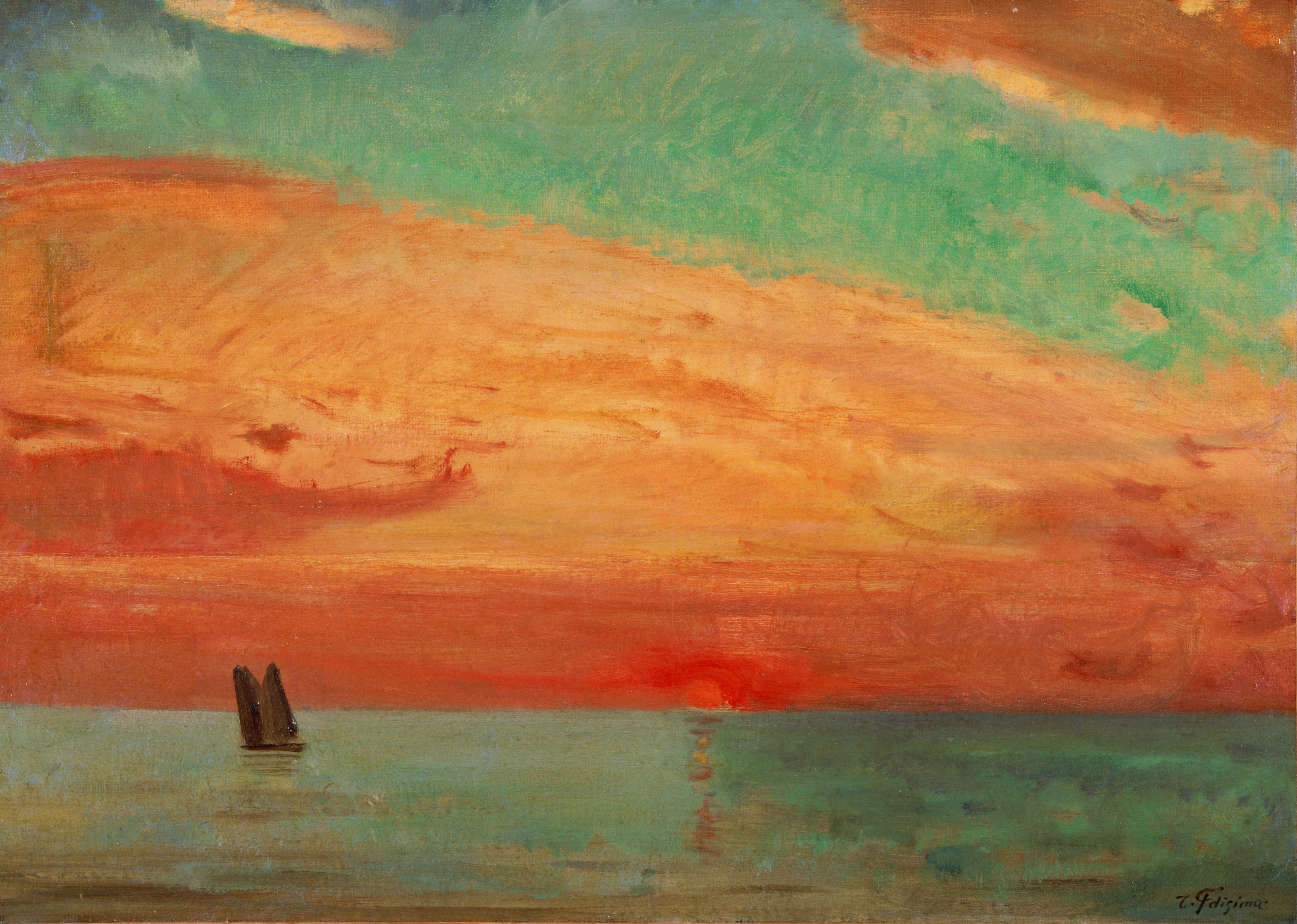
Amanecer sobre el Mar del Este, 1932.